# Catherine Lough Haggquist
Catherine Lough Haggquist (* in Vancouver, British Columbia) ist eine kanadische Schauspielerin und Synchronsprecherin.

## Leben
Haggquist wurde in Vancouver geboren. Anfang der 1990er Jahre begann sie ihre Schauspiellaufbahn. Größere Rollen übernahm sie etwa 2007 in Flug 507 – Gefangen im Zeitloch, 2010 in Mrs. Miracle 2 – Ein zauberhaftes Weihnachtsfest, 2011 in Der jüngste Tag – Das Ende der Menschheit und Knockout – Born to Fight, 2016 in Die Weihnachtsstory und 2018 in Liebesbriefe zu Weihnachten. Von 2020 bis 2021 spielte sie in der Fernsehserie Motherland: Fort Salem die Rolle der Petra Bellweather. 

## Filmografie (Auswahl)
- 1992: A Killer Among Friends (Fernsehfilm)
- 1992–1995: Highlander (Fernsehserie, 4 Episoden, verschiedene Rollen)
- 1993: Der Polizeichef – Eis im Blut (The Commish, Fernsehserie, Episode 2x21)
- 1993: For the Love of My Child: The Anissa Ayala Story (Fernsehfilm)
- 1993: Die Rückkehr des Sherlock Holmes (Sherlock Holmes Returns, Fernsehfilm)
- 1993: Mutter, laß mich nicht allein (No Child of Mine, Fernsehfilm)
- 1994: Verloren im Schneesturm – Eine Familie kämpft ums Überleben (Snowbound: The Jim and Jennifer Stolpa Story, Fernsehfilm)
- 1994: Birdland (Fernsehserie, Episode 1x04)
- 1994: Moment of Truth: To Walk Again (Fernsehfilm)
- 1994: Akte X – Die unheimlichen Fälle des FBI (The X-Files, Fernsehserie, Episode 1x21)
- 1994: M.A.N.T.I.S. (Fernsehserie, Episode 1x09)
- 1995: Hilferuf aus den Flammen (Fernsehfilm)
- 1995–2001: Outer Limits – Die unbekannte Dimension (The Outer Limits, Fernsehserie, 2 Episoden, verschiedene Rollen)
- 1996: Doctor Who – Der Film (Doctor Who, Fernsehfilm)
- 1998: Der lange Weg der Hoffnung (Floating Away, Fernsehfilm)
- 1999: Das Netz – Todesfalle Internet (The Net, Fernsehserie, Episode 1x20)
- 1999: Digital Virus – Killer aus dem System (Fatal Error, Fernsehfilm)
- 1999: Final Speed – Stoppt den Todeszug! (Final Run, Fernsehfilm)
- 1999: Countdown ins Chaos (Y2K, Fernsehfilm)
- 2000: Seven Days – Das Tor zur Zeit (Seven Days, Fernsehserie, Episode 2x12)
- 2000: Die Linda McCartney Story (The Linda McCartney Story, Fernsehfilm)
- 2000: Quarantäne (Quarantine, Fernsehfilm)
- 2000–2001: Dark Angel (Fernsehserie, 3 Episoden, verschiedene Rollen)
- 2001: The Unprofessionals (Fernsehserie)
- 2001: L.A.P.D. – To Protect and to Serve (L.A.P.D.: To Protect and to Serve )
- 2001: Just Deal (Fernsehserie, Episode 2x10)
- 2002: Leben oder so ähnlich (Life or Something Like It)
- 2002: Das andere Leben meiner Tochter (The Secret Life of Zoey, Fernsehfilm)
- 2002: Stargate – Kommando SG-1 (Stargate SG-1, Fernsehserie, Episode 6x11)
- 2002: American Dreams (Fernsehserie, Episode 1x01)
- 2002: Smallville (Fernsehserie, Episode 2x08)
- 2002–2003: Rockpoint P.D (Fernsehserie, 13 Episoden)
- 2003: Dead Zone (Fernsehserie, Episode 2x01)
- 2003: Just Cause (Fernsehserie, Episode 1x15)
- 2003: Peacemakers (Fernsehserie, Episode 1x01)
- 2003: Little Brother of War
- 2003: Moving Malcolm
- 2003: Paycheck – Die Abrechnung (Paycheck)
- 2004: The Thing Below – Das Grauen lauert in der Tiefe (The Thing Below)
- 2004: Traffic – Macht des Kartells (Traffic, Miniserie, 3 Episoden)
- 2004: Scooby Doo 2 – Die Monster sind los (Scooby Doo 2: Monsters Unleashed)
- 2004: Flug 323 – Absturz über Wyoming (NTSB: The Crash of Flight 323, Fernsehfilm)
- 2005: Alone in the Dark
- 2005: The L Word – Wenn Frauen Frauen lieben (The L Word, Fernsehserie, Episode 2x13)
- 2005: Reunion (Fernsehserie, Episode 1x09)
- 2006: Killer Instinct (Fernsehserie, Episode 1x13)
- 2006: The Stranger Game (Fernsehfilm)
- 2006: Kyle XY (Fernsehserie, Episode 1x05)
- 2006: Four Extraordinary Women (Fernsehfilm)
- 2007: Flug 507 – Gefangen im Zeitloch (Termination Point, Fernsehfilm)
- 2007: Crossroads: A Story of Forgiveness (Fernsehfilm)
- 2007: Traveler (Fernsehserie, Episode 1x08)
- 2007: Flash Gordon (Fernsehserie, Episode 1x01)
- 2007: Aliens vs. Predator 2 (Aliens vs. Predator: Requiem)
- 2009: Sorority Wars (Fernsehfilm)
- 2009: Troop – Die Monsterjäger (The Troop, Fernsehserie, Episode 1x11)
- 2010: Stargate Universe (Fernsehserie, Episode 1x16)
- 2010: Familie wider Willen (A Family Thanksgiving, Fernsehfilm)
- 2010: Psych (Fernsehserie, Episode 5x10)
- 2010: Mrs. Miracle 2 – Ein zauberhaftes Weihnachtsfest (Call Me Mrs. Miracle, Fernsehfilm)
- 2010: Tron: Legacy
- 2010: Caprica (Fernsehserie, Episode 1x18)
- 2011: R.L. Stine's The Haunting Hour (Fernsehserie, Episode 1x11)
- 2011: Knockout – Born to Fight (Knockout)
- 2011: Fringe – Grenzfälle des FBI (Fringe, Fernsehserie, Episode 3x17)
- 2011: Der jüngste Tag – Das Ende der Menschheit (Collision Earth, Fernsehfilm)
- 2011: The Hunt for the I-5 Killer (Fernsehfilm)
- 2011: Once Upon a Time – Es war einmal … (Once Upon a Time, Fernsehserie, Episode 1x04)
- 2011: Der letzte Beweis (Innocent, Fernsehfilm)
- 2012: A Rendezvous (Kurzfilm)
- 2012: It’s Christmas, Carol! (Fernsehfilm)
- 2012: Emily Owens (Emily Owens, M.D., Fernsehserie, Episode 1x06)
- 2012: Eine Braut zu Weihnachten (A Bride for Christmas, Fernsehfilm)
- 2012–2020: Supernatural (Fernsehserie, 5 Episoden, verschiedene Rollen)
- 2013: Arctic Air (Fernsehserie, Episode 2x08)
- 2013: Romeo Killer: The Chris Porco Story (Fernsehfilm)
- 2013: Bates Motel (Fernsehserie, Episode 1x07)
- 2013: The Toyman Killer (Fernsehfilm)
- 2013: Elysium
- 2013–2015: Continuum (Fernsehserie, 10 Episoden)
- 2014: Spooksville (Fernsehserie, Episode 1x16)
- 2014: Godzilla
- 2014: The 100 (Fernsehserie, 3 Episoden)
- 2014: Girlfriends’ Guide to Divorce (Fernsehserie, Episode 1x01)
- 2014: Christmas Tail (Fernsehfilm)
- 2015: Backstrom (Fernsehserie, Episode 1x05)
- 2015: Fatal Memories (Fernsehfilm)
- 2015: Motive (Fernsehserie, Episode 3x07)
- 2015: Proof (Fernsehserie, Episode 1x01)
- 2015: The Whispers (Fernsehserie, 3 Episoden)
- 2015: UnREAL (Fernsehserie, Episode 1x07)
- 2015: The Condenado League (Kurzfilm)
- 2015: Welcome Home (Fernsehfilm)
- 2015: Stolen Dreams (Fernsehfilm)
- 2015: Autumn Dreams (Fernsehfilm)
- 2015: Angels in the Snow
- 2016: Almost Actors (Fernsehserie, Episode 2x06)
- 2016: The Confirmation
- 2016: Countdown – Ein Cop sieht rot (Countdown)
- 2016: The Ex You Can't Escape (Fernsehserie, Episode 1x01)
- 2016: Zoo (Fernsehserie, 2 Episoden)
- 2016: Beyond (Fernsehserie, Episode 1x01)
- 2016: Die Weihnachtsstory (Every Christmas Has a Story, Fernsehfilm)
- 2016: Van Helsing (Fernsehserie, Episode 1x10)
- 2016–2020: Aurora Teagarden Mysteries (Fernsehserie, 10 Episoden)
- 2017: iZombie (Fernsehserie, Episode 3x09)
- 2017: Garage Sale Mysteries (Fernsehserie, Episode 1x08)
- 2017: Project Mc² (Fernsehserie, 3 Episoden)
- 2017: The Good Doctor (Fernsehserien, 2 Episoden)
- 2018: Fifty Shades of Grey – Befreite Lust (Fifty Shades Freed)
- 2018: The Sweetest Heart (Fernsehfilm)
- 2018: The Ride Home (Kurzfilm)
- 2018: Life Sentence (Fernsehserie, 2 Episoden)
- 2018: Falling for You – Ein Kuchen für zwei (Falling for You, Fernsehfilm)
- 2018: Boulevard (Kurzfilm)
- 2018: Liebesbriefe zu Weihnachten (Christmas Pen Pals, Fernsehfilm)
- 2018: Jingle Around the Clock (Fernsehfilm)
- 2019: The Flash (Fernsehserie, Episode 5x17)
- 2019: 37-Teen
- 2019: Puppet Killer
- 2019: Mystery 101 (Fernsehserie, Episode 1x04)
- 2019: The College Admissions Scandal (Fernsehfilm)
- 2019: Random Acts of Christmas (Fernsehfilm)
- 2019–2021: Chesapeake Shores (Fernsehserie, 8 Episoden)
- 2020: H.appiness (Kurzfilm)
- 2020: Janette Oke: Die Coal Valley Saga (When Calls the Heart, Fernsehserie, Episode 7x01)
- 2020: Project Blue Book (Fernsehserie, Episode 2x06)
- 2020: Nature of Love (Fernsehfilm)
- 2020: Endless
- 2020: Vampire Dinner – You are what you eat (Broil)
- 2020–2022: Motherland: Fort Salem (Fernsehserie, 19 Episoden)
- 2021: Broken Diamonds
- 2021: Riverdale (Fernsehserie, Episode 5x18)
- 2021: Another Life (Fernsehserie, 2019) (Fernsehserie, 4 Episoden)
- 2021: A Kindhearted Christmas (Fernsehfilm)
- 2022: The Wedding Veil (Fernsehfilm)
- 2022: Superman & Lois (Fernsehserie, 3 Episoden)
- 2022: Crawlspace

## Synchronisationen
- 2008–2012: Iron Man – Die Zukunft beginnt (Iron Man: Armored Adventures, Zeichentrickserie, 12 Episoden)
- 2017: Gigantic (Computerspiel)